# Mărci poștale „Buchanan”
Mărci poștale „Buchanan” este o denumire a emisiunii poștale locale din SUA, tipărită în anul 1848 de James M. Buchanan, directorul general al poștelor din Baltimore, Maryland și văr cu James Buchanan (1791-1868), cel de-al cincisprezecelea președinte al Statelor Unite ale Americii. 
În aceeași perioadă, directorii poștali din Annapolis și New Haven au tipărit doar plicuri timbrate, însă James Buchanan a emis și plicuri timbrate și timbre adezive.
Emisiunea este formată din mărci poștale gravate, încadrate într-un chenar dreptunghiular, care poartă semnătura lui Buchanan. Cele două valori de 10 cenți în tipar negru pe hârtie albă sunt considerate printre cele mai mari rarități ale filateliei mondiale. Din marca poștală tipărită pe hârtie albăstruie se cunosc numai două exemplare.